# Cronologia de la història de l'Iran
Aquest article recull els fets més significatius de la història de l'Iran en forma d'eix cronològic (incloent-hi els esdeveniments corresponents a Pèrsia)

## Prehistòria i història antiga
- 800000 aC = primers habitants de la zona
- 6000 aC = cultura de Zāyandé-Rūd
- 3000 aC = cultura de Jiroft
- 2800 aC = Regne d'Elam
- 900 aC = Regne de Mannai
- 700 aC = Imperi Mede
- 550 aC = Dinastia Aquemènida
- 312 aC= Imperi Selèucida
- 249 aC = Imperi Part
- 226 = Imperi Sassànida

## Edat mitjana
- 614 = guerres amb l'Imperi Romà d'Orient
- 649 = passa a ser un califat sota el poder de successives dinasties àrabs
- Segle VIII = Dinastia Samànida
- 934 = arribada dels buwàyhides, islamització progressiva del país
- 1029 = cau sota el poder de l'Imperi Seljúcida
- Segle XIII = Il-kan, fragmentació del país sota poder mongol
- Segle XIV = poder parcial dels sarbadars

## Edat moderna
- Segle XVI = Imperi safàvida
- 1514 = Per la derrota de la batalla de Chaldiran comença l'ocupació progressiva per part de l'Imperi Otomà
- Segle xviii = guerres amb l'Imperi Rus que volia expandir el seu control a la zona
- 1794 = Dinastia Qajar

## Edat contemporània
- 1856 = Guerra Anglopersa
- 1905 = Revolució constitucional
- 1925 = Dinastia Pahlavi
- 1979 = Revolució iraniana[1]
- 1980 = Guerra Iran-Iraq